# Route de Montjean
La route de Montjean est une voie de communication de Wissous dans l'Essonne.

## Situation et accès

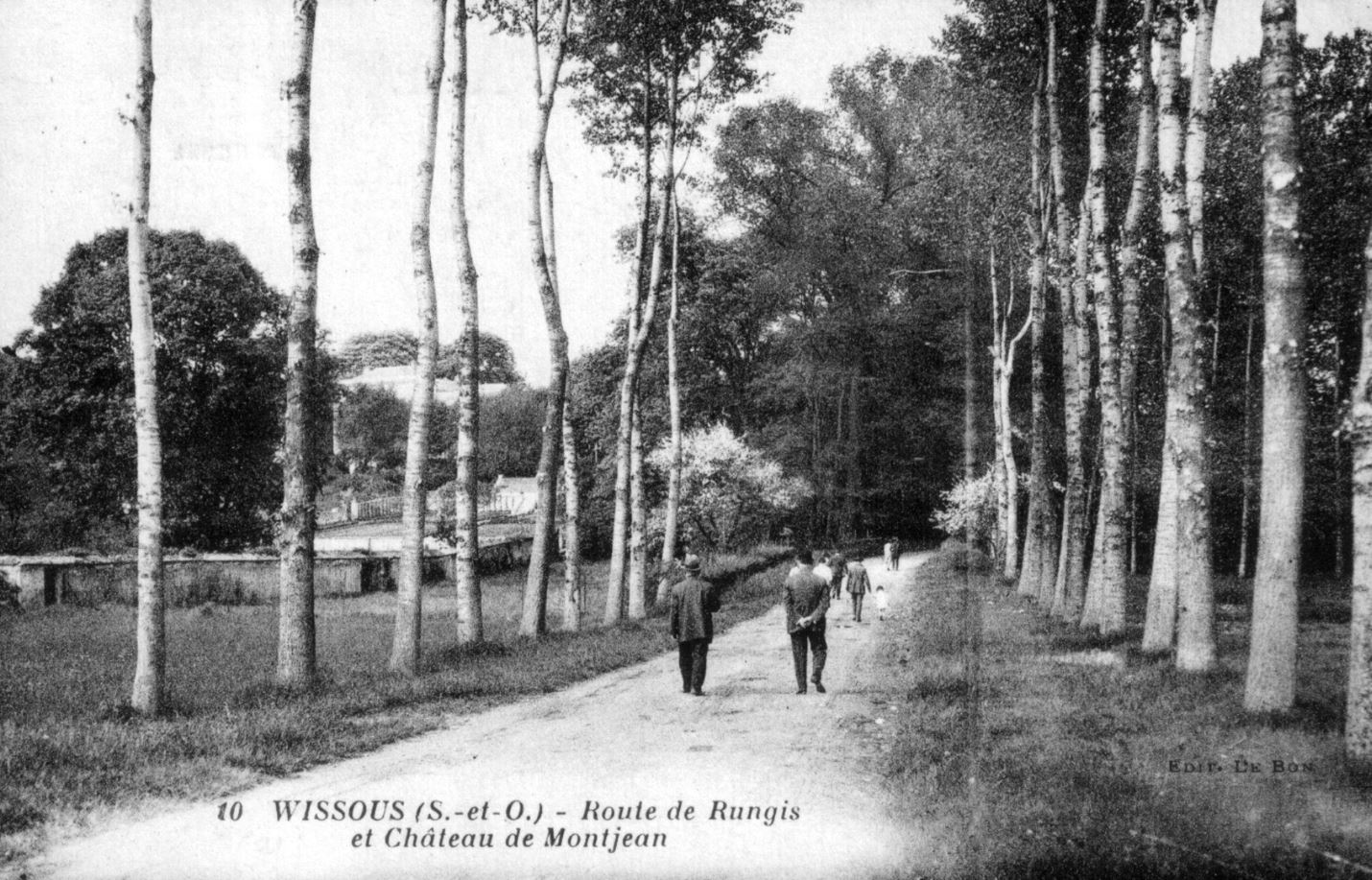
Route de Rungis et château de Montjean, entre le pont de la ligne Orlyval et la montée en lacets vers la plaine. Les jardins du château ont été boisés, et la rangée d'arbres supprimée.

Cette route commence son tracé au château de Montjean. Elle franchit par un tunnel la ligne d'Orlyval puis la ligne C du RER d'Île-de-France. Elle traverse ensuite le carrefour giratoire de la rue Gilbert-Robert et du boulevard Claude-Chauveau, et se termine au rond-point des Jumelages, lieu de rencontre de la rue Gilbert-Robert (extremité sud), de la rue du Général-de-Gressot, du chemin de la Vallée et de la rue du Bon-Puits.
Cette ancienne route reçoit un trafic important.

## Origine du nom

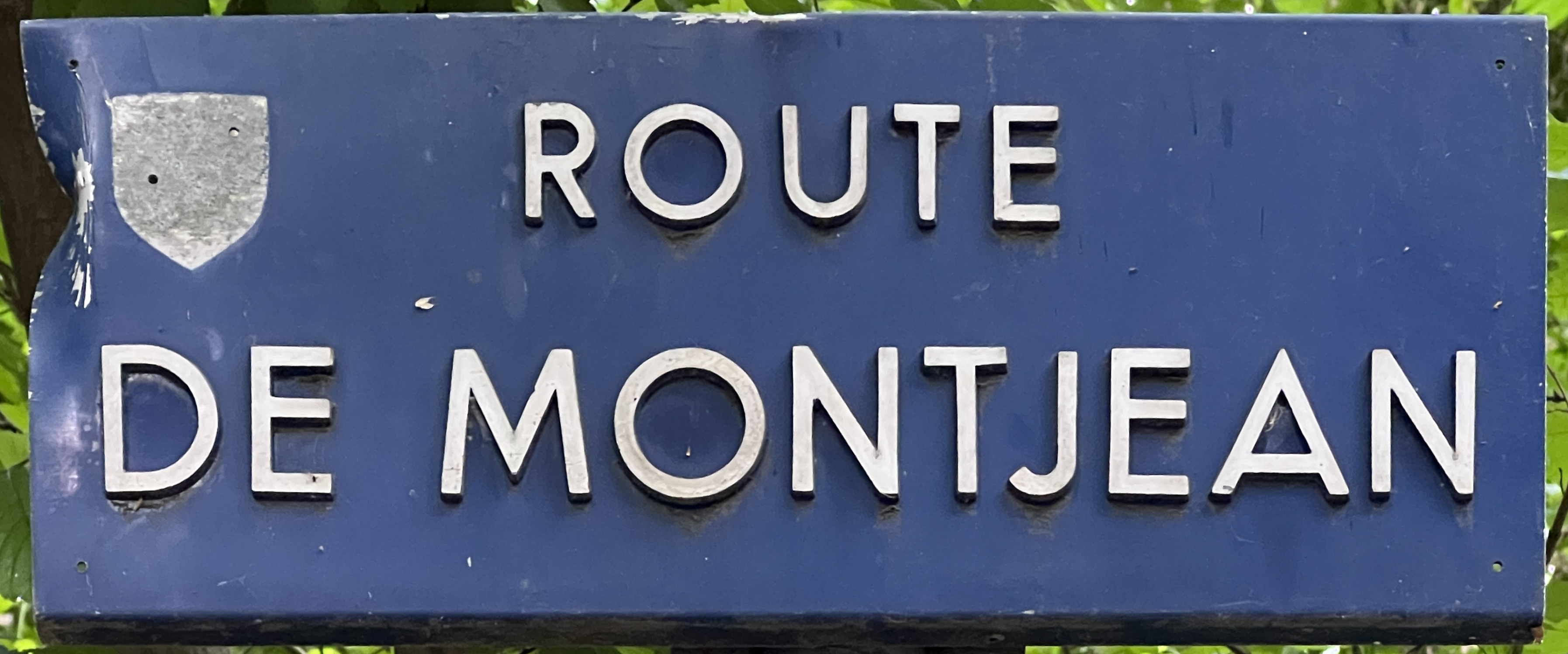
Plaque Route de Montjean, 2022.

Cette route mène vers la ville de Rungis, origine de son ancien nom . Son nom actuel provient de la plaine de Montjean, aujourd'hui un territoire agricole enclavé, bordé par l’autoroute A6 et la ville de Rungis, et irrigué par le ru de Rungis.

## Historique

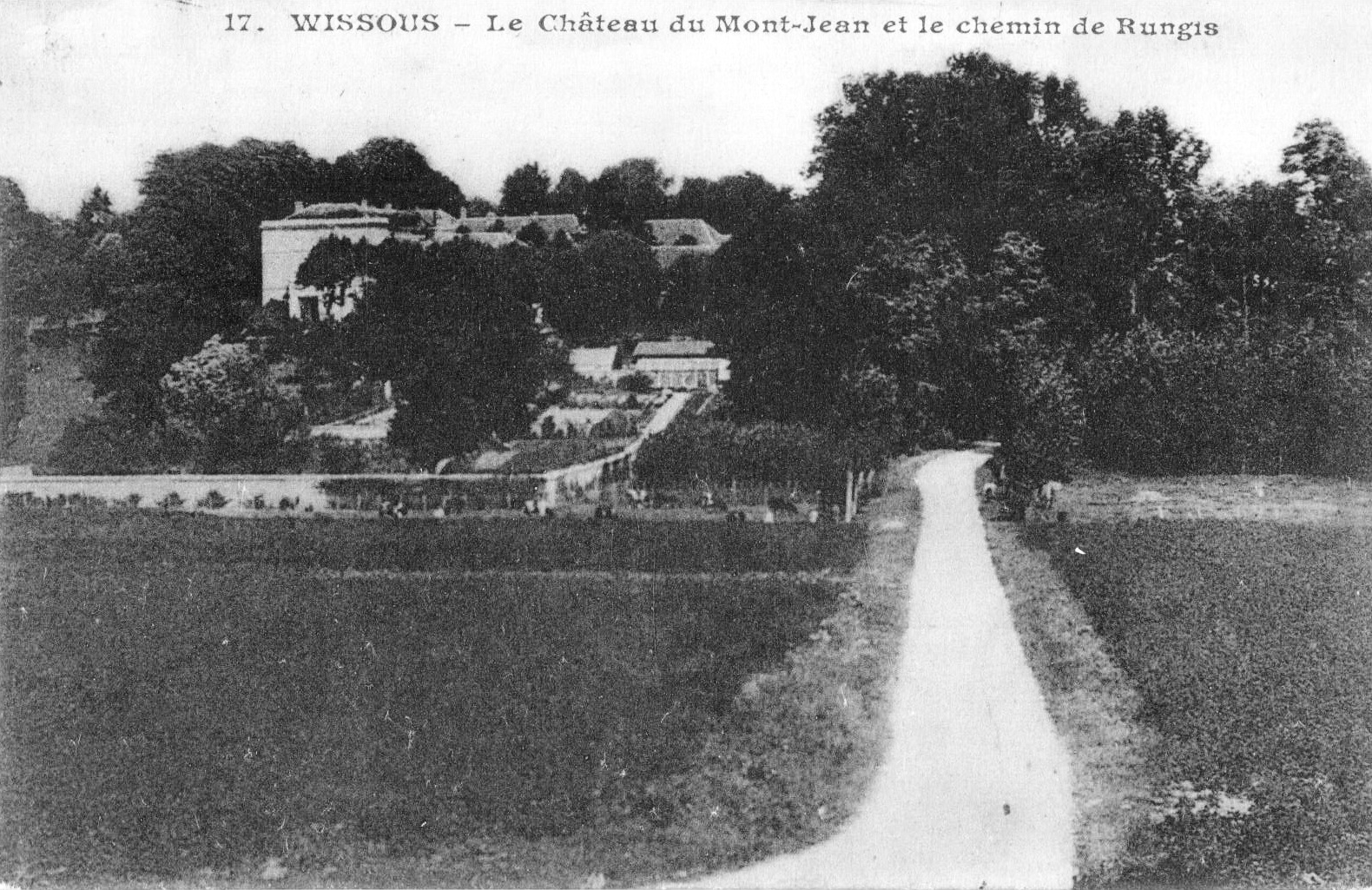
Le château de Mont-Jean et le chemin de Rungis.

Elle est réhabilitée en 2021, avec la plantation de près de deux-cents arbres et l'utilisation d'une chaucidou (chaussée partagée entre cyclistes et automobilistes).

## Bâtiments remarquables et lieux de mémoire
- Château de Montjean et son domaine[5].
- Ru de Rungis qu'elle longe sur une grande partie de son tracé[6].

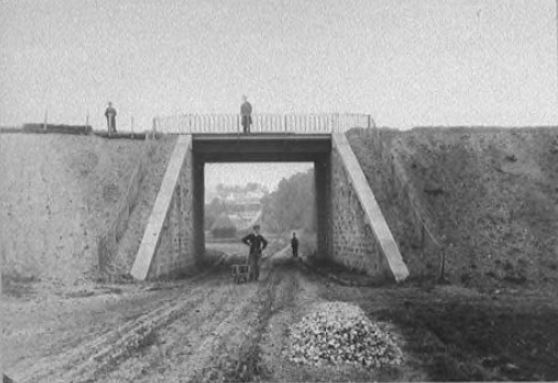
Passage inférieur du chemin de Wissous à Montjean, vers 1887.
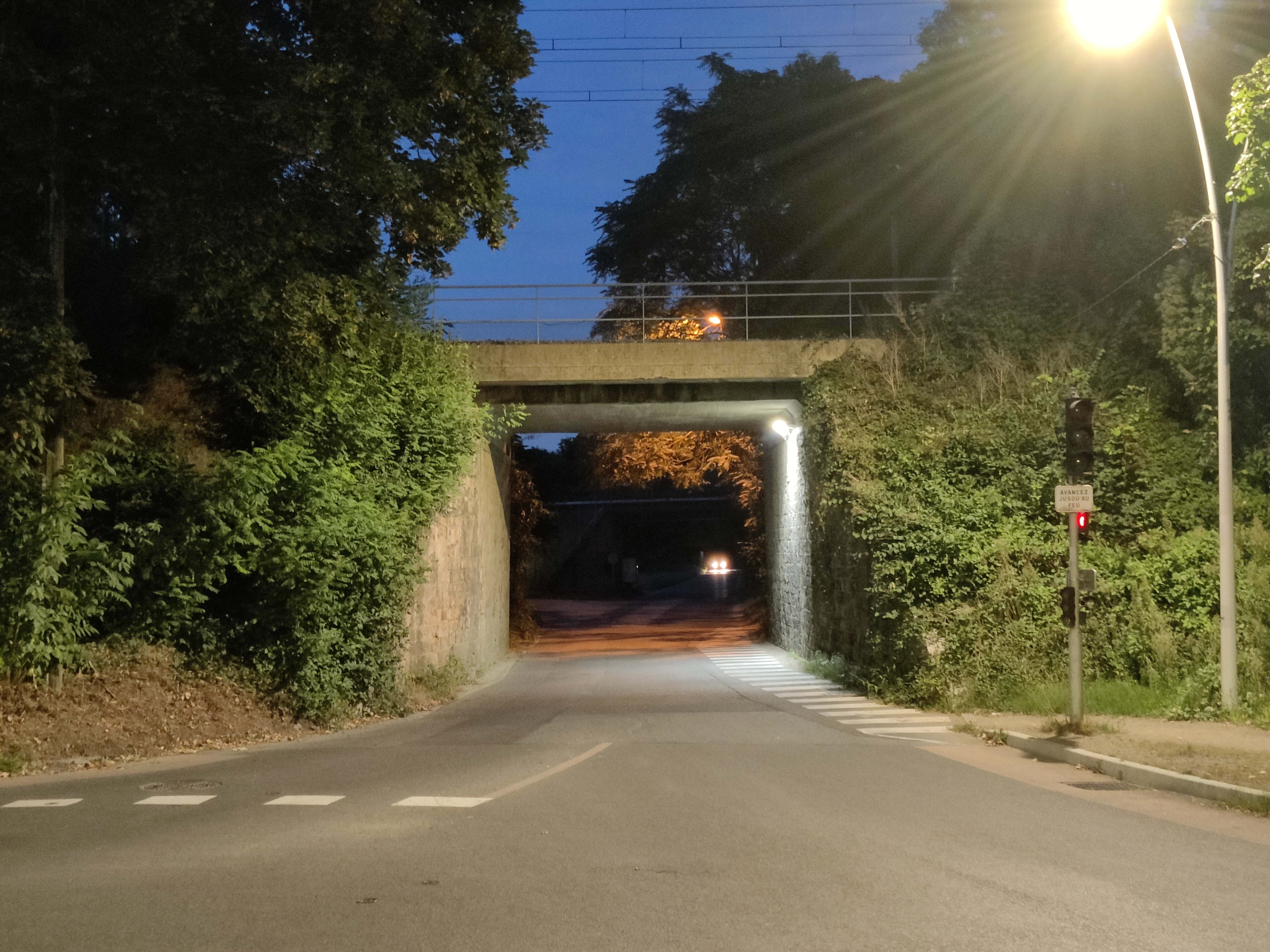
Pont SNCF de Montjean, septembre 2021.